# Arcangelo Raffaele con Tobiolo tra i santi Nicolò e Giacomo Maggiore
L'Arcangelo Raffaele con Tobiolo tra i santi Nicolò e Giacomo Maggiore è un dipinto olio su tavola (419x213 cm) di Cima da Conegliano, conservato alle Gallerie dell'Accademia a Venezia.